# كرمة دائرية الأوراق
الكرمة دائرية الأوراق نوع نباتي ينتمي إلى جنس الكرمة من الفصيلة الكرمية.

## البيئة والانتشار
موطنها جنوب الولايات المتحدة في تكساس ونيومكسيكو.
هو نوع من أنواع العنب الأصلي في جنوب شرق وجنوب وسط الولايات المتحدة.[2] يمتد نطاق نموه من فلوريدا إلى ساحل نيوجيرسي، وغربًا إلى شرق تكساس وأوكلاهوما.[3] تمت زراعته على نطاق واسع منذ القرن السادس عشر.[4] تتكيف النباتات جيدًا مع مناخها الدافئ والرطب الأصلي؛ فهي تحتاج إلى ساعات تبريد أقل من الأصناف المعروفة بشكل أفضل، وتزدهر في حرارة الصيف

## الوصف النباتي
نبات معمر متسلق. النورات عنقودية. الثمرة عوزة (عنبة).
تحتوي 100 جرام من عنب المسكادين على العناصر الغذائية التالية وفقًا لوزارة الزراعة الأمريكية:[15]
الطاقة: 57 سعرة حرارية
الدهون: 0.47 جرام
الكربوهيدرات: 13.93 جرام
الألياف الغذائية: 3.9 جرام
البروتين: 0.81 جرام
الكالسيوم: 37 مجم
الفوسفور: 24 مجم
البوتاسيوم: 203 مجم
الصوديوم: 1 مجم
فيتامين سي (حمض الأسكوربيك الكلي): 6.5 مجم
الريبوفلافين: 1.5 مجم